# 栗田有起
栗田 有起（くりた ゆき、1972年2月17日 - ）は、日本の小説家。長崎県西海市（旧・崎戸町）出身。本名・加藤由起子。夫はデザイナーの池田進吾。

## 経歴
名古屋外国語大学外国語学部英米語学科卒業。製薬会社広報室、ホテルフロント勤務を経て、2002年、「ハミザベス」で第26回すばる文学賞を受賞し小説家デビュー。2003年、「お縫い子テルミー」で第129回芥川龍之介賞候補。2004年、「オテル・モル」で第131回芥川龍之介賞候補。2005年、「マルコの夢」で第133回芥川龍之介賞候補。

## 作品リスト

### 単著
- 『ハミザベス』集英社、2003　のち文庫
  - ハミザベス（『すばる』2002年11月号）
  - 豆姉妹
- 『お縫い子テルミー』集英社、2004　のち文庫　
  - お縫い子テルミー（『すばる』2003年6月号）
  - ABARE・DAICO（『すばる』2003年12月号）
- 『オテルモル』（2005、集英社）のち文庫　
  - 初出:『すばる』2004年6月号
- 『マルコの夢』（2005、集英社）のち文庫　
  - 初出:『すばる』2005年5月号
- 『蟋蟀』（2008年、筑摩書房）のち小学館文庫

（サラブレッド、あほろーとる、鮫島夫人、猫語教室、蛇口、アリクイ、さるのこしかけ、いのしし年、蟋蟀、ユニコーン）
- 『コトリトマラズ』集英社、2010
- 『卵町』ポプラ文庫、2014

### 書籍未収録作品
- さぼりん（『文學界』2004年6月号）
- 鎖シェル玉パプコーン（『群像』2005年5月号）
- ジミさんの思い出（『群像』2005年12月号）
- しろとりどり（『新潮』2007年12月号）
- 森林くんの奇跡（『yom yom』Vol.6）
- 旅するザリガニ（『yom yom』Vol.10）
- 雲使いの娘（『yom yom』Vol.11）
- 晴れたら長靴（『yom yom』Vol.12）
- 毛婚（『群像』2017年7月号）

### アンソロジー収録作品
- リリー（『オトナの片思い』2007年8月、角川春樹事務所）
- クーデター、やってみないか?（『29歳』2008年11月、日本経済新聞出版社）
- ぱこ（柴田元幸編『短篇集』2010年4月、ヴィレッジブックス）